# Edelberto dalla Nave
Edelberto dalla Nave (Parma, 25 febbraio 1681 – Parma, 16 gennaio 1742) è stato un architetto italiano.

## Biografia
Nei primi anni del XVIII secolo si formò come architetto presso l'accademia fiorentina. Tra le sue prime opere si ricordano alcuni lavori di ingegneria eseguiti per il comune di Parma, come la sistemazione del canale del Naviglio.
Sistemò il coro dei cavalieri nella chiesa di Santa Maria della Steccata, disegnò la chiesa di San Tiburzio e costruì il campanile della certosa di Parma.
Partecipò ai lavori per l'apparato effimero per il funerale di Francesco Farnese.
Sono a lui attribuiti i progetti per l'oratorio di San Quirino e per la chiesa di San Rocco.
Eseguì lavori per la chiesa di San Marcellino.